# Kladdkaka

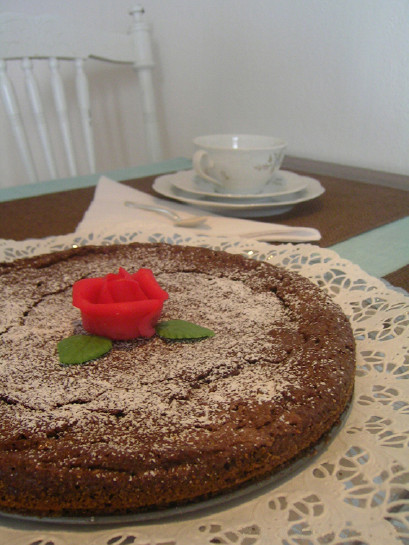
O kladdkaka da Suécia

O kladdkaka é um bolo de chocolate sueco.
É denso e pegajoso, e parecido com o brownie americano.
É frequentemente acompanhado de creme de natas batidas.